# Coalició de Forces Democràtiques d'Etiòpia
La Coalició de Forces Democràtiques d'Etiòpia (Coalition of Ethiopian Democratic Forces abreujat COEDF fou un coalició política d'Etiòpia formada pels dos antics rivals MEISON i Partit Revolucionari Popular Etíop (EPRP) a la fase final del règim del Derg. Marsa Yosef (destacar líder del EPRP) fou el president del COEDF.
A la caiguda del derg el maig del 1991, durant el període transitori, el Front Popular d'Alliberament del Tigré i el Front Democràtic Revolucionari Popular Etíop van excloure al COEDF del Consell de Representants (una mena de parlament provisional). El COEDF mancava d'una força militar que li permetés pressionar, i va acabar desapareixent.